# 녹동역 (광주)
녹동역(Nokdong station, 鹿洞驛)은 광주광역시 동구 월남동에 위치한 광주 도시철도 1호선의 전철역으로 광주 도시철도 용산차량사업소 구내에 있는 단선식 간이역이다. 기점과 종점은 동일하게 이 역에만 지상 구간이다.
용산차량사업소 인근 녹동마을 주민들의 교통 편의를 위하여 만들어졌으며, 역 남쪽에 몇몇 아파트 단지가 생긴 후에는 이용률이 소폭 증가하였다. 열차는 대략 1시간마다 1편 정도 정차하므로, 별도의 시각표를 참고하여야 한다.
역 출구가 대로변과 반대편에 있기 때문에, 접근성은 다소 떨어지는 편이다.

## 역 구조
1면 1선의 단선 승강장을 가진 지상역이다. 이와 같은 구조로는 서울 지하철 6호선 신내역과 서울 지하철 7호선 장암역이 있다. 승강장에는 반밀폐형 스크린도어가 설치되어 있다. 원래는 세계 최초로 로프식(RSD)이 있었으나 철거되고, 반밀폐형 스크린도어로 대체되었다.

### 승강장
| 시·종착역 |
| 하        |
| ↓ 소태    |

| 하행 | ● 광주 도시철도 1호선 | 당역종착 소태・남광주・상무・광주송정・평동 방면 |

- 승강장 번호는 끝 4-4 부터 1-1 까지 있다.

## 역 주변
- 녹동마을
- 녹동교
- 월남동호반베르디움아파트
- 용산차량사업소
- 월남동공영차고지

## 승차량 변동
이 역의 이용객은 100명도 채 되지 않아 광주 도시철도 역들 중에서 이용객이 가장 적은 역이다.
| 역 노선 | 승차 인원 | 승차 인원 | 승차 인원 | 승차 인원 | 승차 인원 | 승차 인원 | 승차 인원 | 승차 인원 | 승차 인원 | 승차 인원 | 승차 인원 | 승차 인원 |
| 역 노선 | 2007년    | 2008년    | 2009년    | 2010년    | 2011년    | 2012년    | 2013년    | 2014년    | 2015년    | 2016년    | 2017년    | 2018년    |
| ------- | --------- | --------- | --------- | --------- | --------- | --------- | --------- | --------- | --------- | --------- | --------- | --------- |
| 1호선   | 45        | 51        | 55        | 56        | 57        | 55        | 73        | 미공개    | 미공개    |           | 133       |           |

## 화랑

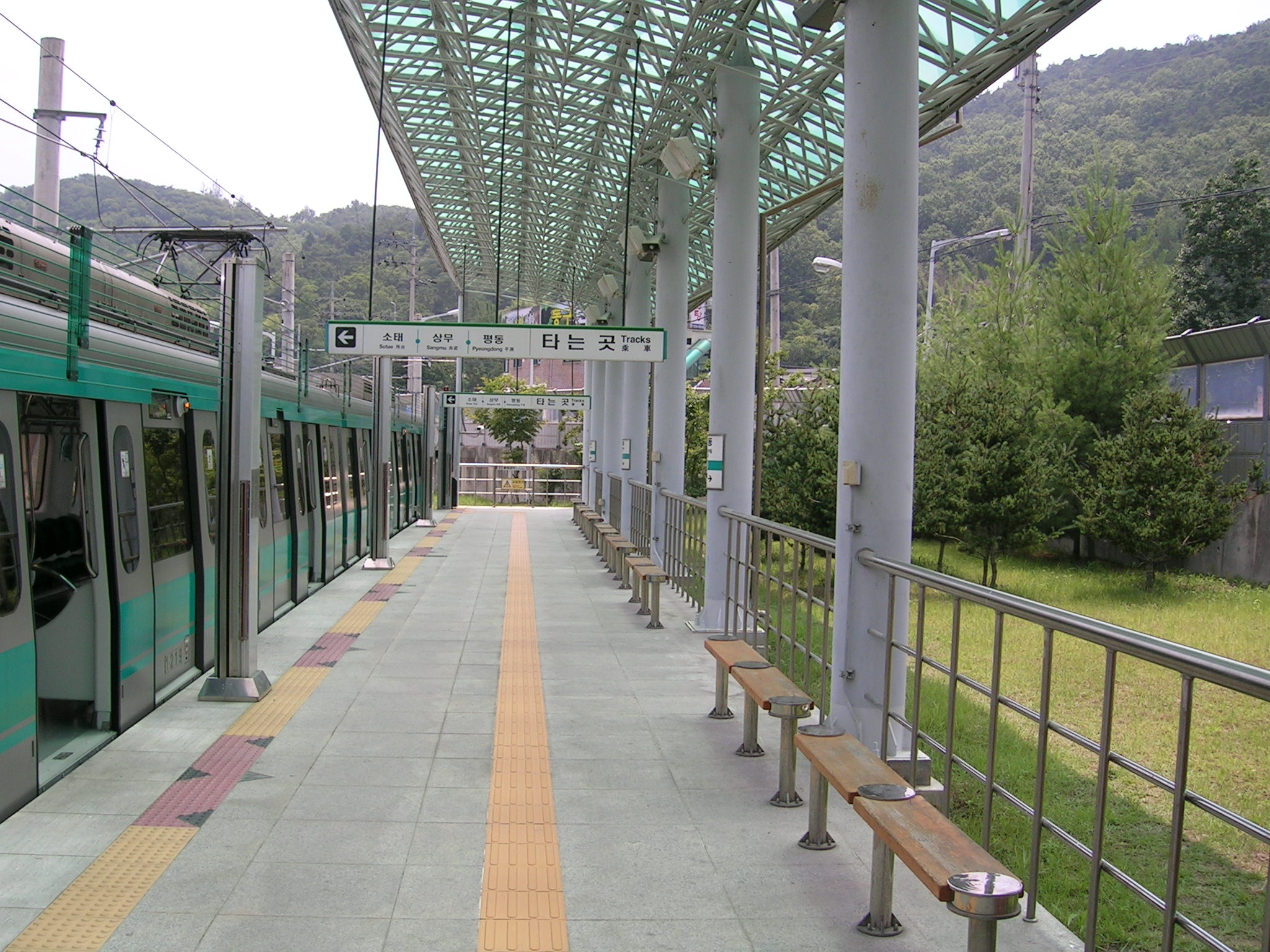
승강장 모습(스크린도어 교체 전, 2009년 7월)(로프형 스크린도어)
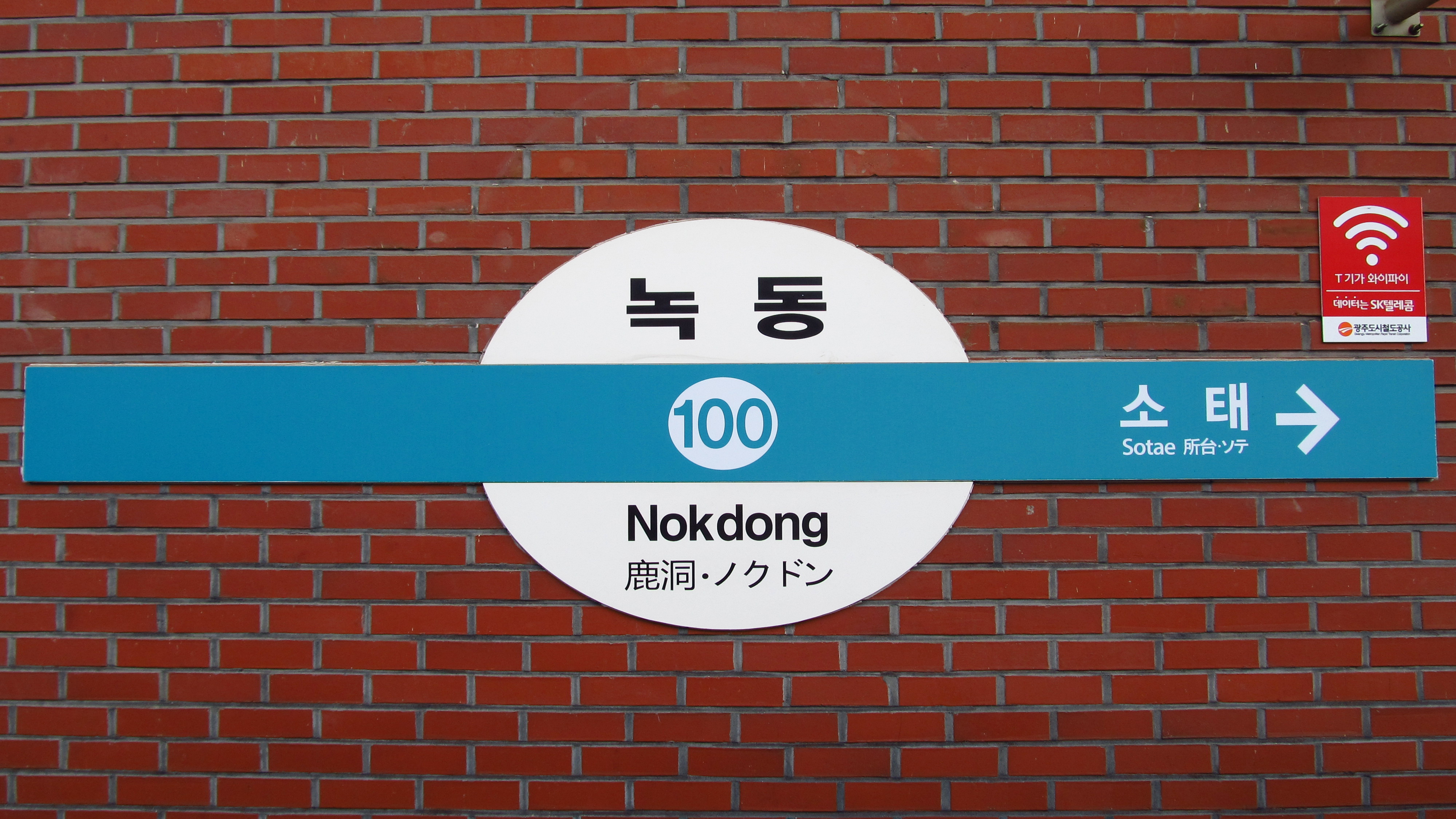
역명판(2019년 5월)

## 인접한 역
| 광주 도시철도 1호선 | 광주 도시철도 1호선   | 광주 도시철도 1호선 |
| ------------------- | --------------------- | ------------------- |
| 시·종착역           | ● 광주 도시철도 1호선 | 101 소태 평동 방면  |